# Pępice (Sainte-Croix)
Pour les articles homonymes, voir Pępice (Opole).
Pępice est une localité polonaise de la gmina de Mniów, située dans le powiat de Kielce en voïvodie de Sainte-Croix.